# Yao (Txad)
Yao (en àrab ياؤ, Yaʾ) és una ciutat del Txad, capital del departament de Fitri. És també el nom d'un sultanat precolonial desenvolupat a la mateixa àrea.